# Leganés
Leganés (spanskt uttal: [leɣaˈnes]) är en stad och kommun i den autonoma regionen Madrid i centrala Spanien. Staden utgör en sydvästlig förort till Madrid, belägen cirka 11 kilometer från Madrids centrum. Kommunen har 194 084 invånare (2024), på en yta av 43,09 km².
Leganés ligger på slätten på Meseta Central på Iberiska halvön och genomflyts från väst till öst av det lilla vattendraget Butarque, ett tillflöde till Manzanares. Kommunen gränsar i norr till Madrid, i öster till Getafe, i söder till Fuenlabrada och i väster till Alcorcón.

## Historia
Fynd har hittats från 100-talet e.Kr. vid arbeten med ringleden M-45. Man har även funnit en begravningsplats från visigotisk tid (500-talet e.Kr.). 
Leganés grundades 1280 under namnet Legamar, eftersom den låg på sedimentär mark, légamo ("slam"). Detta skedde under Alfons X:s regeringstid. Grundläggandet av det första Leganés hade sitt ursprung i att invånarna i grannsamhällena Polvoranca, Butarque och Overa flyttade från de dåliga sanitära vattenförhållandena i området.
Den 15 mars 1627 fick Leganés stadsprivilegier. Diego Messía de Guzmán var den första markisen i markisatet Leganés, vilket fanns kvar till 1800-talet. Under spanska inbördeskriget var Leganés lojal till den andra spanska republiken, tills staden ockuperades av Francotrogna trupper den 2 november 1936.
Den 3 april 2004, strax efter bombdåden i Madrid den 11 mars, dödades flera av de förmodade attentatsmännen. De sprängde sig själva till döds i en lägenhet i Leganés, när polisen förberedde en stormning av lägenheten. Vid sprängningen dödades en av de poliser som deltog i operationen, underinspektör Francisco Javier Torronteras Gadea. Bland de döda fanns tunisiern Sarhane ben Abdelmajid Fakhet, som misstänktes vara ledargestalten bakom bombdåden.

## Ekonomi
Leganés var tidigare en sovstad med goda kommunikationer till Madrid. Befolkningen har vuxit kraftigt och stadsdelarna som ligger runt den gamla historiska delen av staden har mångfaldigats. Samtidigt har stadens tidigare viktigaste näringar tappat i betydelse: växtodling (försörjning av huvudstaden) och djuruppfödning. I stället har olika industrier etablerat sig tack vare de goda kommunikationerna med huvudstaden och bristen på industrimark i kombination med de höga priserna där.

## Kommunikationer
- Motorväg: M-40 (Salidas (=avfart) 27, 28 och 30), A-42 (Salidas 9, 9A och 9B), M-45, M-50, M-407, M-406.
- Tåg:
  - Lokaltåget Cercanías: C-5 (stationerna: Parque Polvoranca, Leganés och Zarzaquemada).
  - Regionaltåget Regionales: Renfe R10 (Madrid–Plasencia–Cáceres–Mérida–Zafra–Badajoz) (station: Leganés).
- Metro (Madrids tunnelbana): 
  - Linje 12 (stationerna: San Nicasio, Leganés Central, Hospital Severo Ochoa, Casa del Reloj, Julián Besteiro och El Carrascal).

- Ett antal bussförbindelser finns dessutom med närliggande samhällen.

## Platser av betydelse
- Escuela Politécnica Superior de la Universidad Carlos III de Madrid
- Parque de Polvoranca (tillhör Madrid)
- Parque Lineal de Butarque
- Sporthallen Europa.
- Isbanan Pista de Hielo (den största i Madrid, tills isbanan i Hortaleza öppnas)
- Iglesia de San Salvador och San Nicasio (ermita), i kvarteret med samma namn och Nuestra Señora de Butarque.
- Affärscentran: Leganés Uno (San Nicasio), Avenida M-40 (La Fortuna) och Parquesur (El Carrascal).
- Tjurfäktningsarenan La Cubierta, (en arena som kan täckas av ett rörligt tak), med omkringliggande restauranger och barer med generöst öppethållande.
- Estadio Municipal de Butarque (8.000 åskådare).
- Plaza de España och Plaza de la Fuentehonda. Belägna i mitten av kommunen, vanligen väl frekventerade.
- Bosque Sur.
- Klockspel vid Plaza Mayor (unikt i sitt slag i Spanien)

## Sport
Staden representeras av CD Leganés, som spelar i Segunda División. Klubben har tidigare spelat flera säsonger i La Liga. Leganés är den stad i Madridområdet som har flest fotbollsklubbar, efter huvudstaden.
En annan klubb är handbollsklubben Club Balonmano Leganés, vars ungdomslag har vunnit flera mästerskap i Spanien.